# نوک‌بزرگ گلوسیاه
نوک‌بزرگ گلوسیاه (نام علمی: Saltator fuliginosus) نام یک گونه از سرده پایکوب است.